# Sitochroa chortalis
Sitochroa chortalis là một loài bướm đêm trong họ Crambidae.